# سپردان (سیاهکل)
سُٚپٚردآٚن ، روستایی از توابع بخش مرکزی شهرستان سیآهکل در  گیلان ایران است.

## جمعیت
این روستا در یک کیلومتری شهرستان سیاهکل قرار دارد و براساس سرشماری مرکز آمار ایران در سال ۱۳۸۵، جمعیت آن ۲۳۳ نفر (۷۴خانوار) بوده‌است.ودر سال ١٣٩٧ به ٢١٠ خانوار افزايش يافته است.